# Деламейн, Ричард
Ричард Деламейн (англ. Richard Delamaine, годы жизни примерно 1600—1644) — английский математик. Создал оригинальные конструкции  солнечных часов. Один из изобретателей логарифмической линейки.

## Биография
Его первая публичная работа Граммология была посвящена Карлу I. Он был атакован в круглой доле Уильяма Отреда и сплагиатирован им: Отред научил Деламейна и считал, что работа Делаймена просто воспроизводит его математические инструменты без каких-либо глубоких познаний в теории, без которой они бы просто не были сделаны. Впоследствии Деламейн пользуется королевской милостью и назначен наставником короля по математике, а также генералом-квартирмейстером. Его вдова описала его в тех условиях, когда в 1645 году она обратилась к палате Лордов. Он оставил после себя 10 детей, один из которых назван в его честь — Ричард Деламейн младший.
Только после смерти Карла I, Яков II отправил серебряные солнечные часы, сделанные по плану, который описан Деламейном.

## Основные труды
Он написал:
- Граммология или математическое кольцо, изъятые из Логаритма и прогнозируемых циркуляр — 1631. Греческое название, означающее «Речь линий», намекал на Рабдологию Джона Непера.
- Решения, описания и использование небольшого переносного прибора, называющегося Горизонтальным Квадрантом — 1631.